# Nyctiophylax diffisus
Nyctiophylax diffisus is een fossiele soort schietmot uit de familie Polycentropodidae.